# Hervé Proulx
Pour les articles homonymes, voir Proulx.
Joseph Hervé Proulx est un boulanger, un épicier et un homme politique canadien.

## Biographie
Joseph Hervé Proulx est né le 19 octobre 1899 à Rivière-du-Loup, au Québec. Son père est J. David Proulx et sa mère est Olivine Bérubé. Il étudie au Collège Ste-Anne-de-la-Pocatière, au Collège des Pères rédemptoristes de Sainte-Anne-de-Beaupré et  au Collège commercial de Rivière-du-Loup. Il épouse Marie-Anna Malenfant le 22 janvier 1922 et le couple a un enfant.
Il est député de Madawaska à l'Assemblée législative du Nouveau-Brunswick de 1944 à 1948 en tant que libéral. Il est aussi maire d'Edmundston de 1936 à 1946.
Il est vice-président de la Chambre de commerce d'Edmundston, président du Club Lions d'Edmundston et président du National War Finance Committee of Madawaska.
Il est mort le 7 avril 1960.